# Rolwaling Himal
Rolwāling Himāl (in nepalese: रोल्व्वालिङ् हिमाल), noto come comune rurale, è una sezione dell'Himalaya nel Nepal centro-orientale lungo il confine con il Tibet.

## Descrizione
Il Rolwāling Himāl comprende Melungtse (7181 m) e Melungtse II (7023 m) all'interno del Tibet e Gauri Sankar (7134 m) sul confine con il Nepal e circa 50 cime aggiuntive oltre i 6000 m, tutte estese dal passo Nangpa La dove inizia il tratto Mahalangur, a sud-ovest del fiume Tamakosi. 
La sezione Labuche Himal si estende oltre il Tamakosi a nord-ovest. Il Rolwāling Himāl è delimitato a sud dalla Rolwaling Valley che contiene diversi piccoli villaggi sherpa, la più grande comunità della zona. Ci vogliono da cinque a sei giorni per raggiungere Namche Bazaar dopo aver superato Tasilapcha. I visitatori possono raggiungere il campo base dell'Everest o proseguire per Lukla e volare a Katmandu.
L'accesso alla valle e alle montagne della catena montuosa avviene a piedi attraverso un sistema di sentieri che parte da Jagat, comune rurale di Bhiku (230 km a est di Katmandu, raggiungibile in 10 ore con l'autobus locale). Un trekking in stile occidentale da Jagat a Beding dura normalmente da quattro a cinque giorni. 
Ci sono due modi per raggiungere Beding, sia dal villaggio di Tasinam, sia dal passo Daldung (a 4500 m) che è possibile solo in tenda o da Simigau. Tsho Rolpa (anche noto come Chho Rolpa) è uno dei più grandi laghi ghiacciati del Nepal. Il lago si trova ad un'altitudine di 4580 metri nella Rolwaling Valley in Dolakha.
La Rolwaling Valley è situata sotto il comune rurale di Gaurishankar. La prima esplorazione occidentale della zona è stata fatta da Eric Shipton nel 1951 durante la ricognizione dell'Everest.

## Significati religiosi
Rolwāling Himāl è sito di una grotta che alcuni buddisti considerano benedetta e che raggiungono per meditare.